# UKIRT Infrared Deep Sky Survey
UKIRT Infrared Deep Sky Survey (UKIDSS) – brytyjski program badawczy, korzystający z teleskopu United Kingdom Infrared Telescope na Mauna Kea na Hawajach, działającego w podczerwieni. Od maja 2005 r. pomiary przeprowadza w pięciu dziedzinach: 
- Large Area Survey (LAS)
- Galactic Plane Survey (GPS)
- Galactic Clusters Survey (GCS)
- Deep Extragalactic Survey (DXS)
- Ultra Deep Survey (UDS)

Do UKIDSS należy ok. 100 astronomów, którzy są odpowiedzialni za projektowanie i przeprowadzanie badań. Wyniki pomiarów są dostępne dla naukowców Europejskiego Obserwatorium Południowego od razu po umieszczeniu ich w archiwach.